# Isaia Lotawa
Isaia Lotawa (Estados Unidos, 19 de julio de 2000) es un jugador profesional estadounidense de rugby que se desempeña en la posición de ala cerrado en Seattle Seawolves, equipo perteneciente a la liga Major League Rugby.

## Carrera
En 2022, Lotawa se unió al equipo Seattle Seawolves, con el cual disputa su segunda temporada en la Major League Rugby. También fue parte de la selección de rugby sub-23 fiyiana.